# Chura
Une variété de fromage traditionnel à pâte dure, le chura, est réalisé à partir de lait de brebis, de chèvre ou/et de yak femelle (la « dri »).
Il se présente sous la forme de cubes, voire de boules, extrêmement durs, ayant la consistance de la pierre, chaque cube ou boule étant, le plus souvent, relié au suivant par une ficelle, formant un collier ou un chapelet de morceaux de fromage. Il peut se conserver plusieurs dizaines d’années, voire des siècles. 
On arrive à le manger, en faisant fondre sur la langue l’un de ces cubes ou boules. Lors de longues marches de plusieurs jours (marches de pèlerinage, etc.), les Tibétains emportent, avec eux pour se nourrir, ce fromage accompagné de tsampa (farine d’orge grillé), voir de beurre (rance). 
Ce fromage a la particularité de ne pas suer et ne pas transpirer, même en le laissant longtemps au soleil. Il est très peu gras. Ce fromage apparaît comme le fromage idéal à emporter en randonnée. Il est, par contre, un peu acide.
Le petit déjeuner traditionnel de bergers Golok (une ethnie du Tibet) est constitué d’un peu de tsampa, de thé au lait et de chura, réchauffés ensemble pour former une sorte de gruau ou de porridge. 
Les bergers tibétains consomment aussi souvent du fromage frais à faible teneur en graisse, du yaourt etc. 

## Fabrication
Le petit-lait employé pour réaliser le chura est d'abord bouilli, ensuite pressé. Puis il est exposé et séché au soleil. Il bénéficie alors du fort ensoleillement et de la sécheresse de l’air des hauts plateaux tibétains pour se durcir.